# 시즈촌 (시가현)
시즈촌(志津村)은 시가현 구리타군에 설치되었던 촌이다. 현재의 구사쓰시에 해당한다.